# 둥창푸구
둥창푸구(한국어: 동창부구, 중국어: 东昌府区, 병음: Dōngchāngfǔ Qū)는 중화인민공화국 산둥성 랴오청 시의 현급 행정구역이다. 넓이는 1254km2이고, 인구는 2007년 기준으로 1,040,000명이다.

## 행정 구역
10개 가도, 8개 진, 2개 향을 관할한다.
- 가도: 古楼街道, 柳园街道, 新区街道, 湖西街道, 道口铺街道, 闫寺街道, 凤凰街道, 北城街道.
- 진: 侯营镇, 沙镇镇, 堂邑镇, 梁水镇, 斗虎屯镇, 郑家镇, 张炉集镇, 于集镇.
- 향: 许营乡, 朱老庄乡.